# Irarum
Irarum – władca gutejski, następca La-erabuma, który według Sumeryjskiej listy królów miał rządzić Sumerem przez 2 lata.